# Robert Kużdżał
Robert Kużdżał (ur. 21 lipca 1971 w Tarnowie) – polski żużlowiec.
Licencję żużlową zdobył w 1988 roku. Do 2003 r. startował w rozgrywkach z cyklu Drużynowych Mistrzostw Polski, reprezentując kluby Unii Tarnów (1989–1999, 2002–2003), ŁTŻ Łódź (2000) oraz RKM Rybnik (2001). W 1994 r. zdobył srebrny medal DMP. 
W 1990 r. zdobył w Tarnowie Brązowy Kask. W 1991 r. wystąpił w rozegranym w Coventry finale Indywidualnych Mistrzostw Świata Juniorów, zajmując XIII miejsce. W tym samym roku jedyny raz w karierze uczestniczył w finale Indywidualnych Mistrzostw Polski, zajmując w Toruniu XI miejsce. Czterokrotnie startował w finałach Młodzieżowych Indywidualnych Mistrzostw Polski (najlepszy wynik: Bydgoszcz 1990 – VI miejsce).
Do innych jego sukcesów należą zdobycie złotego (Grudziądz 1991) i srebrnego (Tarnów 1990) medalu Młodzieżowych Drużynowych Mistrzostw Polski, dwukrotnie srebrnych (Gorzów Wielkopolski 1991 i Toruń 1992) medali Młodzieżowych Mistrzostw Polski Par Klubowych oraz brązowego (Częstochowa 1994) medalu Drużynowego Pucharu Polski. W 2002 r. zajął II miejsce (za Maciejem Kuciapą) w Memoriale im. Eugeniusza Nazimka w Rzeszowie.